# مصطفى كمال طلبة
مصطفى كمال طلبة (8 ديسمبر 1922 - 28 مارس 2016) هو عالِم وخبير بيئي مصري. تقلد عِدة مناصب منها المجلس الأعلى للعلوم في مصر سنة 1961، ووزيرًا للشباب سنة 1971، ورئيسًا لأكاديمية البحث العلمي والتكنولوجيا عام 1972. ولد في مدينة زفتى في محافظة الغربية في مصر عام 1922، حصل على درجة الدكتوراه عام 1949، وترأس المنتدى العربي للبيئة والتنمية، وترأس الكثير من المناصب للجمعيات البيئية.

## الدراسة
- حصل على درجة البكالوريوس في علوم النبات بتقدير امتياز مع مرتبة الشرف الأولى من جامعة القاهرة عام 1943.
- حصل على درجة الدكتوراه في علم أمراض النبات من الكلية الملكية في جامعة لندن عام 1949.
- عمل أستاذا في جامعة القاهرة والمركز القومي للبحوث بين عامي 1949 إلى العام 1968.
- منذ العام 1993 وحتى وفاته كان يعمل أستاذا غير متفرغ بكلية العلوم جامعة القاهرة.

## المناصب
تولى مناصب عامة كثيرة منها:
- عين أمينا عاما للمجلس الأعلى للعلوم في مصر عام 1961 وفي العام 1965
- وكيلا لوزراة التعليم العالي للشؤون الثقافية .
- أصبح وزيرا للشباب عام 1971.
- في العام 1972 أصبح رئيسا لأكاديمية البحث العلمي والتكنولوجيا.
- أشرف على كثير من الرسائل العلمية ونشرت له مئات المقالات والأبحاث العلمية.
- عضو في كثير من المحافل العلمية العربية والدولية.

## الانجازات الدولية والعربية
في عام 1973 ساهم في إنشاء برنامج الأمم المتحدة للبيئة، واختير نائبا للمدير التنفيذي للبرنامج حتى العام 1975 ثم أصبح مديرا تنفيذيا للبرنامج بدرجة نائب للأمين العام للأمم المتحدة حتى العام 1992.
منذ العام 1993 وحتى وفاته سنة 2016 ترأس مجلس إدارة المركز الدولي للبيئة، كما ترأس المنتدى العربي للبيئة والتنمية، وشارك في المؤتمر السنوي الأول للمنتدى العربي للبيئة والتنمية.

## وصلات خارجية
- مصطفى كمال طلبة على موقع أوليمبيديا (الإنجليزية)
- المنتدى العربي للبيئة والتنمية على غوغل